# Дашутин, Григорий Петрович
Григорий Петрович Дашутин (укр. Григорій Петрович Дашутін; род. 9 апреля 1963 года, с. Тарасовка Великописаревского района Сумской области Украинской ССР) — украинский политический деятель и предприниматель, депутат Верховной рады Украины III-IV (1998—2006) созывов.

## Биография
Родился 9 января 1963 года в Тарасовка Великописаревского района Сумской области.
В 1985 году окончил Сумской государственный педагогический институт имени А. С. Макаренко по специальности «учитель биологии и химии».
С 1985 по 1987 год работал учителем химии и биологии в Печищенской восьмилетней школе, исполнял обязанности заместителя директора Нижнесыроватского межшкольного учебно-производственного комбината Сумского района.
С 1987 по 1988 год проходил службу в армии. С 1988 по 1989 год находился на комсомольской работе, с 1989 по 1991 год был директором Сумской областной станции юных техников.
С 1991 по 1993 год был директором магазина фирмы «Побутсервис», заместителем генерального директора СП «Демпург» (г. Сумы). с 1993 по 1997 год являлся президентом ПКФ «ВВВ-Дилер» (г. Гомель), с 1997 года был президентом СП «Укртехносинтез», президентом — председателем правления ООО «Концерн Укрросметалл» (г. Сумы).
На парламентских выборах в 1998 году избран депутатом Верховной рады Украины III созыва по избирательному округу № 162 Сумской области. Являлся членом фракции Партии зелёных Украины с мая 1998 по декабрь 1999 года, в дальнейшем был членом депутатской группы «Трудовая Украина». Был главой подкомитета по вопросам экологической политики, техногенной безопасности и чрезвычайных ситуаций Комитета по вопросам экологической политики, природопользования и ликвидации Чернобыльской катастрофы с июля 1998 года по февраль 2000 года, в дальнейшем был первым заместителем главы Комитета по делам пенсионеров, ветеранов и инвалидов.
На парламентских выборах в 2002 году избран депутатом Верховной рады Украины IV созыва по избирательному округу № 163 Сумской области, был выдвинут блоком партий «За единую Украину!», получил 53,77 % голосов среди 9 кандидатов. Являлся членом фракции «Единая Украина» с мая по июнь 2002 года, фракции партий ППУ и «Трудовая Украина» с июня 2002 года по апрель 2004 года, фракции партии партии «Трудовая Украина» с апреля по декабрь 2004 года, фракции «Трудовая Украина» и НДП с декабря 2004 года по февраль 2005 года, фракции НДП и депутатской группы «Республика» в феврале 2005 года, группы «Воля народа» с февраля по март 2005 года, фракции ПППУ с марта по апрель 2005 года, фракции Социалистической партии Украины с апреля 2005 года. Входил в состав Комитета по вопросам государственного строительства и местного самоуправления.
На парламентских выборах в 2006 году выдвигался кандидатом в депутаты Верховной рады Украины V созыва от Социалистической партии Украины под номером 41 в партийном списке, избран не был.